# Johann Ernst Eberlin
Johann Ernst Eberlin (Jettingen, 27 de março de 1702 - Salzburgo, 19 de junho de 1762) foi um compositor e organista alemão, do período de transição entre o Barroco e Classicismo.

## Vida
O primeiro treinamento musical de Eberlin começou em 1712 no Ginásio Jesuíta de St. Salvator em Augsburg. Seus professores foram Georg Egger e Balthasar Siberer, que o ensinaram a tocar órgão. Ele começou sua educação universitária em 1721 na Universidade Beneditina de Salzburgo, onde estudou direito, mas a partir de 1723 voltou-se para a música.
Sua primeira descoberta foi em 1727, quando se tornou o organista do conde Leopold von Firmian (então arcebispo de Salzburgo). Ele atingiu o auge de sua carreira quando foi organista do arcebispo Andreas Jakob von Dietrichstein. Em 1749, ele ocupou os cargos de mestre da capela da corte e da catedral simultaneamente, uma conquista que seus sucessores Michael Haydn, Leopold Mozart e o próprio Mozart não alcançariam. Apesar da grande opinião de Leopold Mozart sobre Eberlin e de ter enviado a seu filho algumas das obras mais conhecidas de Eberlin, suas peças para teclado, o jovem Mozart mais tarde se cansou delas, escrevendo em uma carta de 20 de abril de 1782 que as obras de Eberlin eram "muito triviais para merecem um lugar ao lado de Handel e Bach".
No entanto, em geral, Eberlin foi muito respeitado enquanto viveu, compondo diligentemente e tocando em concertos na igreja. Após sua morte, porém, suas peças corais estritas no stile antico perderam popularidade e apenas suas obras para teclado foram (até certo ponto) lembradas.
Seus contemporâneos incluíam Anton Cajetan Adlgasser.

## Obras, edições, gravações
Eberlin compôs tocatas e fugas, missas incluindo a Missa secundi toni, cantatas, um Requiem, salmos e óperas. Ele compôs oratórios em alemão sobre libretos de Metastasio:
- Giuseppe riconosciuto [de] (década de 1750)
- La passione di Gesù Cristo (A Paixão de Jesus Cristo, Salzburgo 1755)
- Sant’Elena al Calvario [de] (Santa Helena no Calvário, Salzburgo, provavelmente entre 1753 e 1763).

Edições
- Johann Ernst Eberlin: Te Deum, Dixit Dominus, and Magnificat Reinhard G. Pauly. 1971

Gravações
- Sacred Choral Music - Rodolfus Choir, regido por Ralph Allwood. ASV 2000.
- The 9 Toccatas & Fugues - David Titterington. ASV 1998.
- Salzburger Kirchenmusik - La Banda, Camerata Vocale Günzburg, conduzida por Jurgen Rettenmaier. Carus